# Dacus scaber
Dacus scaber är en tvåvingeart som beskrevs av Friedrich Hermann Loew 1862. Dacus scaber ingår i släktet Dacus och familjen borrflugor. Inga underarter finns listade i Catalogue of Life.